# Simpsonella spiralis
Simpsonella spiralis är en korallart som först beskrevs av Sydney John Hickson 1904.  Simpsonella spiralis ingår i släktet Simpsonella och familjen Chrysogorgiidae. Inga underarter finns listade i Catalogue of Life.